# Casa Ioachim de Roman
La Casa Ioachim és un edifici situat al bulevard Roman Mușat núm. 19 a Roman. L'edifici és un monument històric, registrat a la llista de monuments històrics del comtat de Neamț, codi NT-II-mB-10694.
El primer propietari de la casa va ser el comerciant Vasile Ioachim que, a finals del segle xix, la va construir. Actualment, la Casa Ioachim és la seu de la Biblioteca Municipal "George Radu Melidon" de la ciutat romana. El fons original de llibres, format per 216 llibres, va ser donat l'abril de 1885 pel professor George Radu Melidon (1831-1897). A finals de 2004, el fons de llibres era de 154.727 volums.

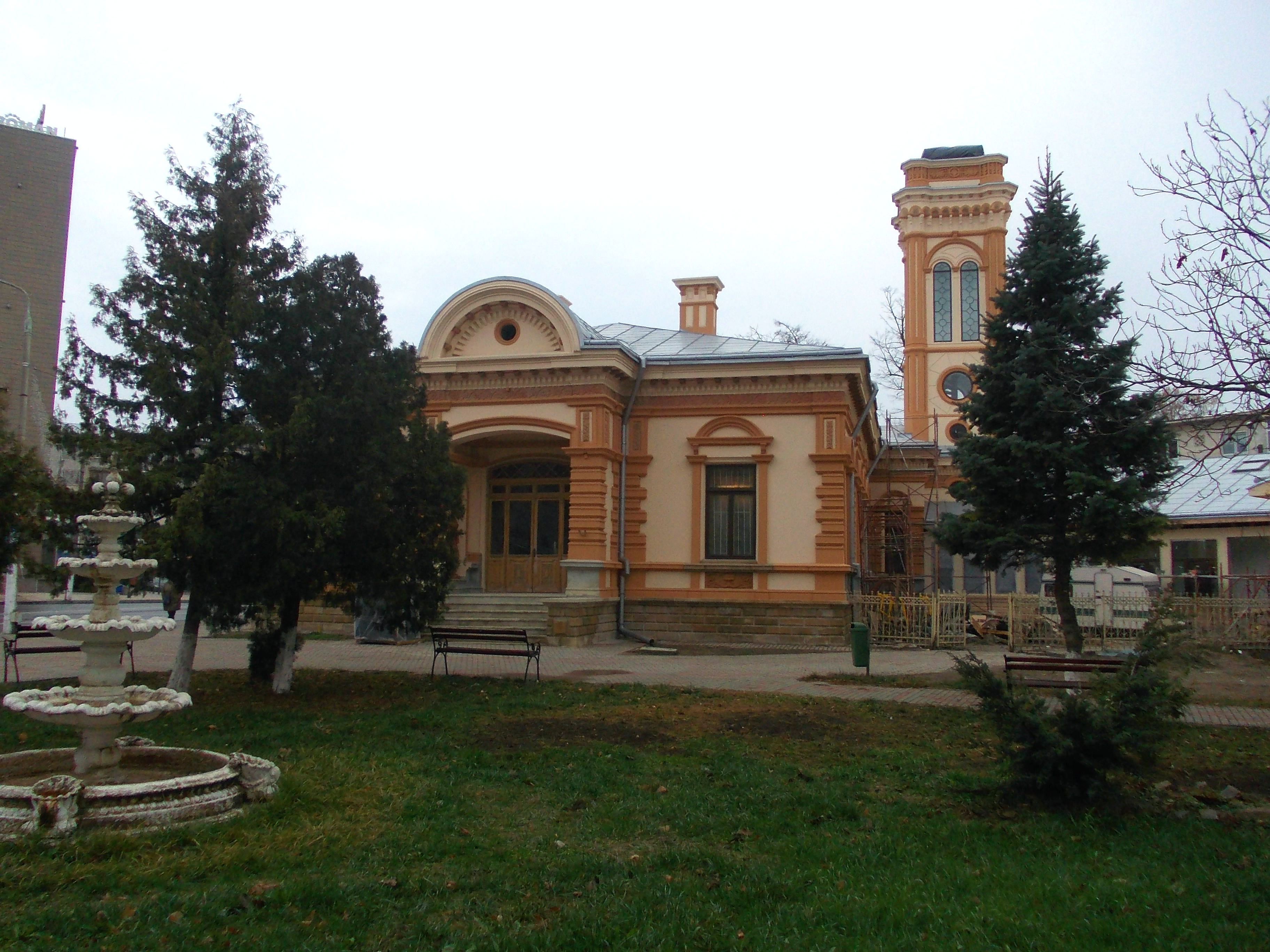
Biblioteca Roman

## Referència
1. ↑  Vega, Vartolaș, 2005, p. 12